# Marathon van Amsterdam 1985
De marathon van Amsterdam 1985 werd gelopen op zondag 12 mei 1985. Het was de tiende editie van deze marathon. In totaal finishten er 1216 lopers.
De Belg José Reveyn kwam bij de mannen als eerste over de streep in 2:19.24. De wedstrijd bij de vrouwen werd gewonnen door de Nederlandse Carolien Lucas, die in 2:47.11 finishte.
Opmerkelijk feit was dat de Belgen José Reveyn en Willy Vanhuylenbroeck vlak bij de finish verkeerd liepen. Ze hadden de Nederlander Cor Vriend rond het 35 kilometerpunt van zich afgeschud en snelden de verkeerde kant op, doordat ze achter een televisiewagen aan bleven rennen. 

## Uitslagen

### Mannen
| rang   | naam                  | land | tijd    |
| ------ | --------------------- | ---- | ------- |
| Goud   | José Reveyn           | BEL  | 2:19.24 |
| Zilver | Willy Vanhuylenbroeck | BEL  | 2:19.30 |
| Brons  | Cor Vriend            | NED  | 2:20.29 |
| 4      | Stanimir Nenov        | BUL  | 2:21.42 |
| 5      | Gino Braekevelt       | BEL  | 2:22.05 |
| 6      | Lucien Rottiers       | BEL  | 2:24.05 |
| 7      | Nagato Imakugi        | JPN  | 2:24.25 |
| 8      | Max van Wersch        | NED  | 2:24.50 |
| 9      | Kazuo Uchida          | JPN  | 2:26.53 |
| 10     | Gerard Smit           | NED  | 2:28.36 |

### Vrouwen
| rang   | naam                 | land | tijd    |
| ------ | -------------------- | ---- | ------- |
| Goud   | Carolien Lucas       | NED  | 2:47.11 |
| Zilver | Grietje Hooistra     | NED  |         |
| Brons  | Joke van der Bruggen | NED  |         |
| 4      | Mieke Kleyn          | NED  |         |
| 5      | Joke Streefkerk      | NED  |         |

1975 ·
1976 ·
1977 ·
1978 ·
1979 ·
1980 ·
1981 ·
1982 ·
1983 ·
1984 ·
1985 ·
1986 ·
1987 ·
1988 ·
1989 ·
1990 ·
1991 ·
1992 ·
1993 ·
1994 ·
1995 ·
1996 ·
1997 ·
1998 ·
1999 ·
2000 ·
2001 ·
2002 ·
2003 ·
2004 ·
2005 ·
2006 ·
2007 ·
2008 ·
2009 ·
2010 ·
2011 ·
2012 ·
2013 ·
2014 ·
2015 ·
2016 ·
2017 ·
2018 ·
2019 ·
2020 ·
2021 ·
2022 ·
2023 ·
2024 ·
2025